# Edmund Stinnes

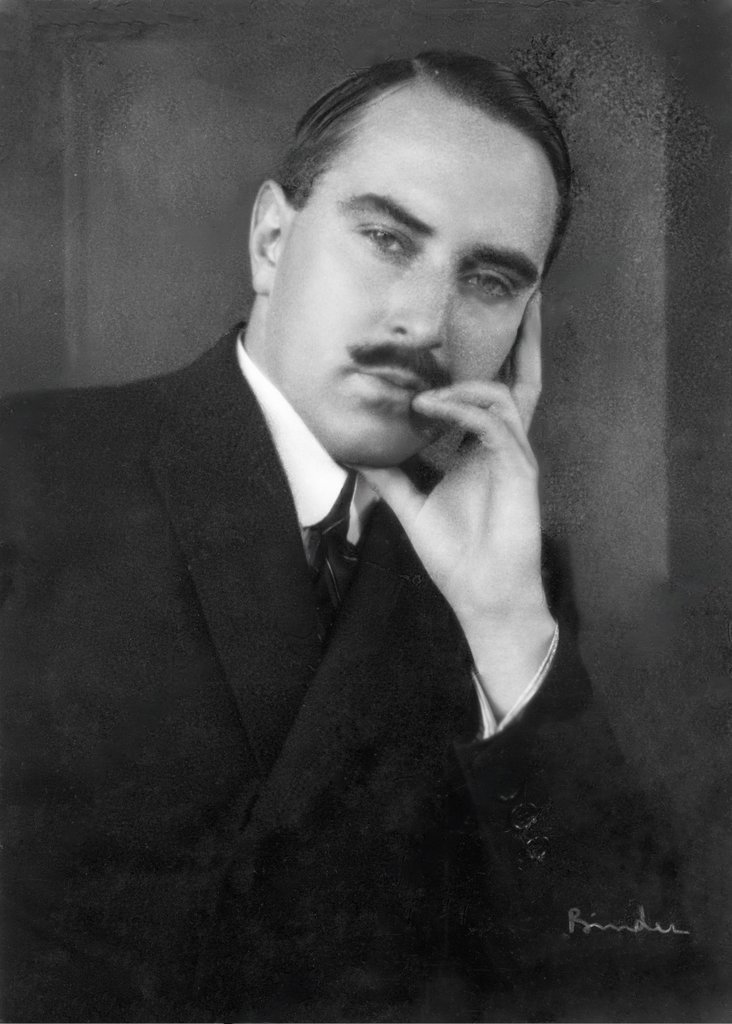
Edmund Stinnes (1925)

Edmund Hugo Stinnes (* 23. März 1896 in Mülheim an der Ruhr; † 11. August 1980 in Ascona) war ein deutscher Großindustrieller und der älteste Sohn von Hugo Stinnes.

## Leben
Stinnes wuchs in Mülheim an der Ruhr auf, bestand 1914 die Reifeprüfung am Staatlichen Gymnasium und nahm anschließend ein Ingenieursstudium an der Technischen Hochschule in Berlin auf. Dort wurde er 1922 zum Doktor der Ingenieurwissenschaften promoviert. Zusammen mit seinen Brüdern Hugo Hermann Stinnes und Otto Stinnes erbte er nach dem Tod des Vaters (1924) die Stinnes AG. Er war Aufsichtsratsvorsitzender verschiedener Gesellschaften und Mitglied des Ehrenpräsidiums des Deutschen Herrenklubs.
Am 19. Juni 1931 traf sich Edmund Stinnes durch Vermittlung von Otto Wagener mit Adolf Hitler, von dem er, wie er Wagener gegenüber äußerte, „stark beeindruckt“ war. Kurz darauf, am 9. Juli 1931, schrieb Stinnes in einem Brief an Hitler:

„Als heutiges Ziel der deutschen Außenpolitik verlangten Sie Freiheit und Gleichberechtigung unter den Völkern Europas sowie die Ausweitung des deutschen Lebensraumes nach Osten und verzichteten auf Kolonial- und Flottenpolitik des kaiserlichen Deutschlands als diesem Ziel abträglich. Soweit gehe ich gerne und überzeugt mit Ihnen, nicht aber, wenn das Ziel durch einen Krieg gegen Polen unter heutiger Konstellation erreicht werden soll […] ich scheue dennoch nicht vor einem Krieg zurück, wenn es keinen anderen Weg mehr gibt und wenn die Konstellation einen hohen Grad von Erfolg verspricht“

Einige Jahre später distanzierte sich Stinnes jedoch vom Nationalsozialismus und zog mit seiner zweiten Frau Margiana von Schulze-Gaevernitz, Tochter des Nationalökonomen und Politikers Gerhart von Schulze-Gaevernitz, in die Schweiz. Mitte der 1930er Jahre emigrierte er mit seiner Familie in die Vereinigten Staaten, wo er am Haverford College in der Nähe von Philadelphia eine Professur für Nationalökonomie übernahm. Er kritisierte den Nationalsozialismus in zahlreichen Vorträgen und traf sich gelegentlich mit dem früheren Reichskanzler Heinrich Brüning. Durch finanzielle Hilfen ermöglichte er die Einwanderung jüdischer Emigranten und stand in enger Verbindung mit den Flüchtlingsorganisationen.
Als Anfang 1945 Allen Dulles vom Office of Strategic Services Waffenstillstandsverhandlungen mit den in Italien stationierten deutschen Einheiten führte, stellte Stinnes dafür sein Haus am Lago Maggiore zur Verfügung. Die Verhandlungen vor Ort wurden auf amerikanischer Seite von Gero von Schulze-Gaevernitz geführt, der die rechte Hand von Geheimdienstchef Allen Dulles und gleichzeitig der Schwager von Edmund Stinnes war.

## Schriften
- Ein Genie in chaotischer Zeit. Edmund H. Stinnes über seinen Vater Hugo Stinnes (1870–1924). Bern 1979.
- Von New York bis Chicago. Berlin 1929.

## Weitere Quellen
- Stadtarchiv Mülheim an der Ruhr, Bestand 1550/225 (Biografische Sammlung)